# Boulevard Garibaldi (Marseille)
Pour les articles homonymes, voir Garibaldi (homonymie).
Le boulevard Garibaldi est une voie marseillaise.

## Situation et accès
Ce boulevard est situé dans le 1er arrondissement de Marseille. 

## Origine du nom
Ce boulevard rend hommage à Giuseppe Garibaldi, révolutionnaire italien qui avait débarqué le 7 octobre 1870 à Marseille avec ses Chemises rouges et ses deux fils Menotti et Ricciotti pour combattre aux côtés du peuple français contre la Prusse.

## Historique
Ce grand boulevard marseillais porte originellement le nom de « boulevard du Musée », du nom du Musée de Marseille, qui utilisait les locaux du lycée Thiers. 
Il prend son nom actuel au début du XXe siècle. 

## Bâtiments remarquables et lieux de mémoire
- Au no 1 : se trouvait la librairie Lafitte depuis son ouverture en 1846 jusqu'à ce qu'elle soit transférée sur la Canebière en 1935, puis cours d’Estienne d'Orves en 1980.
- Au no 10 : se trouvait un des plus grands hôtels français, l'Astoria, en activité jusqu'à l'après-guerre[3]. Une bombe y explose durant l'Occupation, en 1942, qui incite les Nazis à imposer un couvre-feu à Marseille[4].
- Au n° 13 : se trouvait avant les années 1950 un commissariat de police. Il est investi par la police du régime de Vichy qui se sert de ses fenêtres donnant sur le boulevard comme poste de garde, bloquant l'entrée de la rue Guy Môquet (Marseille). Des résistants envoient une bombe sur le commissariat au cours de la nuit du 29 juillet 1944[5].
- Au no 17 : la Chapelle des Bernardines, classée monument historique, qui abrite le théâtre du même nom.
- Au no 20 : se trouvait la taverne Charley ouverte en 1933 et aujourd'hui disparue. Simone de Beauvoir aimait s'y installer lors de ses différents séjours à Marseille. C'est d'ailleurs dans cette brasserie que le 10 septembre 1937, au retour d'un voyage en Grèce, elle écrira une lettre très mélancolique à Sartre déjà reparti pour l'Alsace[6]. C'est également à la taverne Charley que fut arrêté le 28 avril 1943, par la Gestapo de Marseille, Jean Multon, alias Lunel, secrétaire du chef régional du mouvement Combat, Maurice Chevance. Cette arrestation fut catastrophique pour la Résistance intérieure française car Multon, qui était très au courant du fonctionnement de l'organisation, dans la Région sud (R2), mais aussi à Lyon, accepta de parler et de travailler avec les services allemands. Il s'ensuivit une série d'arrestations en cascade (notamment celles de Berty Albrecht et René Hardy à Lyon et du Général Delestraint à Paris) qui allaient permettre à la Gestapo d'identifier les chefs des Mouvements unis de la Résistance (MUR), dont Jean Moulin, et conduire au drame de Caluire-et-Cuire[7].
- Au no 29 : a habité le notable et conservateur du Muséum d'histoire naturelle de Marseille, Christophe Jérôme Barthélemy Lapommeraye, dans les années 1830[8].